# Maiorca (Figueira da Foz)
Maiorca ist eine Gemeinde (Freguesia) in Portugal und gehört zum Kreis (Concelho) von Figueira da Foz.

## Geschichte
Phönizier, Römer und Mauren hinterließen Spuren, jedoch sind keine Funde von größerer Bedeutung bekannt. Der Name geht auf die eingezwängte Lage des Ortes zwischen den Flüssen Rio Mondego und Rio Foja zurück, und den arabischen Worten "mal" (sehr) und "horca" (eng).
Stadtrechte erhielt Maiorca im Jahr 1194. Von 1834 bis 1853 war es ein eigener Kreis ("Concelho"), um seither zum Kreis von Figueira da Foz zu gehören.

## Sehenswürdigkeiten

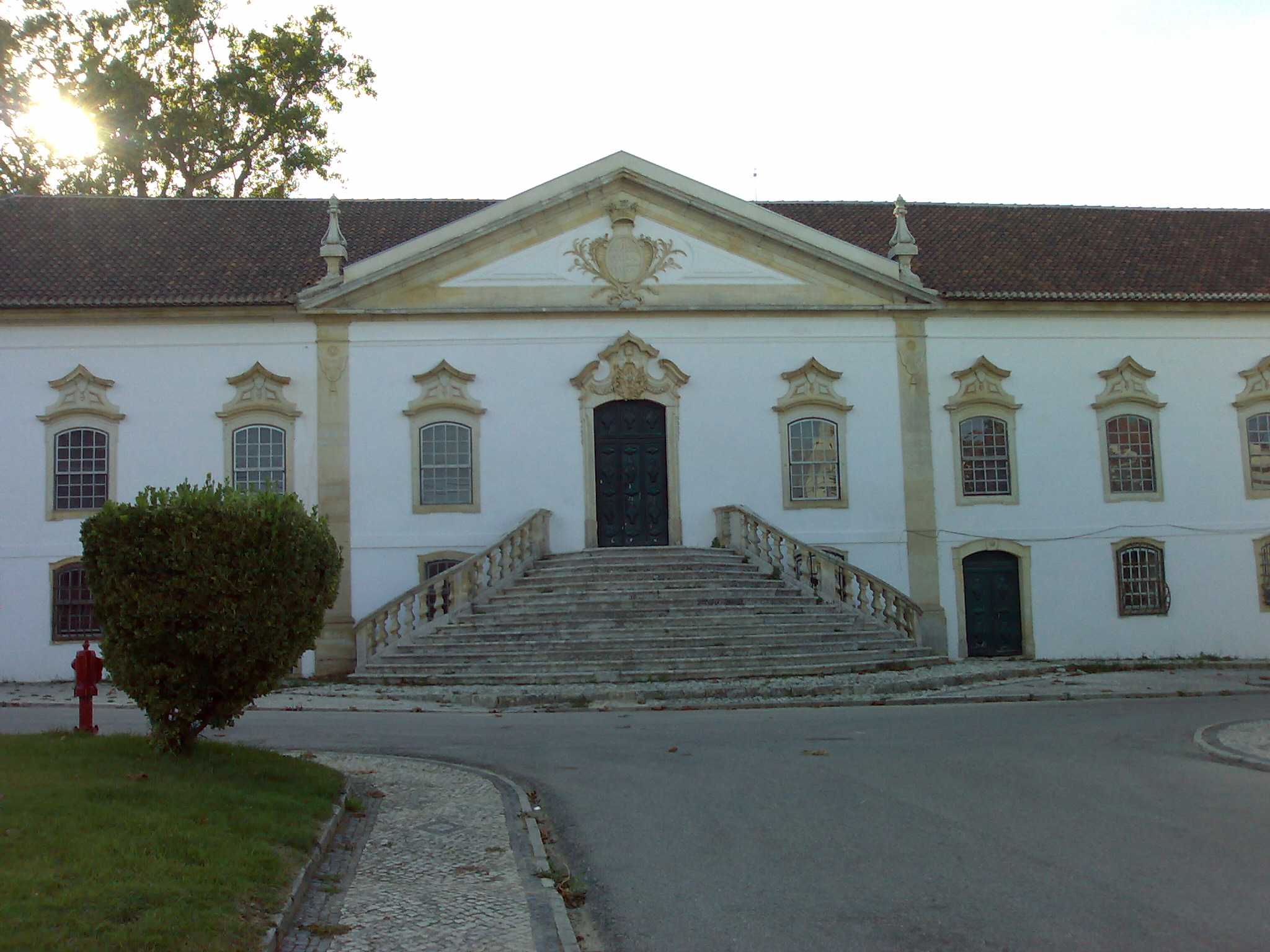
Paço de Maiorca

Neben der Hauptkirche Igreja Paroquial de São Salvador aus dem 17. Jahrhundert gibt es verschiedene kleinere Kirchen und Kapellen, teilweise aus dem 15. Jahrhundert. Sehenswert ist das barocke Herrenhaus der Viscondes von Maiorca aus dem 18. Jahrhundert. Das Paço de Maiorca oder auch Paço dos Viscondes de Maiorca genannte Gebäude steht seit 1977 unter Denkmalschutz. Es wurde 1999 von der Stadt Figueira da Foz unter seinem Bürgermeister Pedro Santana Lopes erworben und steht seither für Besichtigungen und als Veranstaltungsort offen, u. a. für Ausstellungen, Konzerte klassischer Musik oder auch Fado-Konzerte. Einige Räume sind mit sehenswerten Azulejos ausgekleidet. Das Gebäude ist umgeben von einer Gartenanlage, von der aus Wanderrouten in die Umgebung führen, etwa die Reisfelder und bewaldeten Hügel am Mondego entlang, z. B. bis zur eisenzeitlichen Ausgrabungsstätte Santa Olaia.

## Verkehr
Der Ort liegt an der Nationalstraße 111 und ist an die Autobahnen A14 und A17 angeschlossen.
Seit der vorübergehenden Einstellung der Strecke Ramal da Figueira da Foz hat der Ort keine Anbindung an das Eisenbahnnetz mehr. Angaben zur Wiedereröffnung sind angesichts der Finanzsituation des Landes aktuell keine gemacht worden. Im Gespräch ist auch eine Anbindung des Ortes im Rahmen einer möglichen Verlängerung der Metro Mondego von Coimbra bis nach Figueira da Foz.